# Batrachostomus
Batrachostomus je rod u porodici ptica Podargidae (žabouste). 

## Stanište
Žive najčešće u tropskim i suptropskim šumama, na nadmorskoj visini 200-1400 m. Prijeti im gubitak staništa, ali nisu potpuno ugrožene jer mogu živjeti u sekundarnim staništima. 

## Opis
Velike su 23-43 cm. Teške su 50-210 grama. Aktivne su noću. Uglavnom se hrane kukcima. Gnijezda najčešće prave na drveću. Ženka u gnijezdo uglavnom nese samo jedno jaje. Jaja nemaju pjega i bijela su.

## Vanjske poveznice
- Batrachostomus
- Vrste u rodu Batrachostomus  Arhivirana inačica izvorne stranice od 26. rujna 2020. (Wayback Machine)